# 종이나라박물관
종이나라박물관은 서울특별시 중구 장충동에 위치한 박물관이다.

## 같이 보기
- 대한민국의 박물관과 미술관 목록